# Billel Dziri
Dziri Billel (en arabe : بلال دزيري), né le 21 janvier 1972 à Hussein Dey (Alger), est un footballeur international algérien devenu entraîneur.
Il compte 81 sélections (matchs FIFA) en équipe nationale entre 1991 et 2005 et 9 buts

## Biographie
Dziri Billel est né dans la commune de Hussein Dey, à Alger. Il est marié à la judokate Salima Souakri depuis 2010 et a une fille née en 2013.

## Carrière professionnelle

### En club

#### Débuts au NA Hussein Dey (1990-1995)
Formé au NA Hussein Dey, Billel Dziri a commencé à jouer en senior durant la saison 1990-1991. En 1995, après la relégation de son club formateur en Division 2, il opte pour l'USM Alger, fraîchement promu en Division 1.

#### USM Alger (1995-1997)
À l'issue de la saison 1995-1996, Dziri remporte avec son nouveau club le titre de Champion d'Algérie. Lors de la saison suivante, l'USMA gagne la Coupe d'Algérie et atteint la phase de poules de la Ligue des champions de la CAF 1997, échouant aux portes de la finale à la différence de buts. Pour ses débuts dans cette compétition, le 8 mars 1997 face au CD Travadores, Billel Dziri inscrit un doublé et son équipe s'impose 6-1.

La troisième saison de Dziri à l'USMA n'ira pas à son terme puisqu'en décembre 1997, le joueur est prêté pour une durée d'un an à l'Étoile du Sahel, club tunisien évoluant en Division 1.

#### Prêt à l'Etoile du Sahel (1998)
Durant son passage à l'Étoile du Sahel, Dziri dispute la Supercoupe de la CAF 1998 à Casablanca face au champion d'Afrique, le Raja Club Athletic. Il s'illustre en ouvrant la marque pour son équipe. Le match s'achève sur le score nul de 2-2 et l'ES Sahel remporte finalement le trophée aux tirs au but 4-2.

En janvier 1999, après l'expiration du prêt, Dziri retourne à Alger.

#### Retour à l'USMA (1999)
À son retour au pays, Dziri joue la seconde moitié de la saison 1998-1999 avec à la clé une nouvelle consécration en Coupe d'Algérie avec l'USM Alger. Homme du match lors de la finale gagnée 2-0 contre la JS Kabylie, Dziri inscrit le premier but et délivre la passe décisive à son coéquipier Tarek Hadj Adlane sur le second.

En août 1999, il signe un contrat de deux ans avec le CS Sedan Ardennes, tout juste promu en Ligue 1 française.

#### CS Sedan Ardennes (1999-2000)
Dziri connaît des débuts difficiles à Sedan. Rarement utilisé par son entraîneur Patrick Remy, il ne joue que 13 rencontres (dont 3 seulement en tant que titulaire) pendant toute la saison. Cette situation pousse le joueur à résilier son contrat après une année passée dans les Ardennes.

#### USM Alger (2000-2007)
Il revient à l'USMA une troisième fois pour y rester sept saisons consécutives. Il est désigné Ballon d'or algérien en 2005.

#### Bref passage au Qatar (2007)
En mai 2007, il signe un contrat d'un mois en faveur d'Al-Sadd SC, club qatarien de première division. Il remporte deux trophées au bout de 3 semaines au Qatar.

#### Fin de carrière à l'USM Alger (2007-2010)
En juillet, il retourne à l'USM Alger pour la quatrième fois. Deux ans plus tard, il songe à mettre fin à sa carrière, néanmoins, le président du club Saïd Allik l'en dissuade et le convint de rester une saison supplémentaire à l'USMA. Au mois de décembre 2009, Dziri prend la décision de raccrocher définitivement les crampons au terme de la saison 2009-2010. Le 28 mai 2010, il joue le dernier match de sa carrière professionnelle face à son club formateur, le NA Hussein Dey. Quelques instants avant le coup d'envoi de cette rencontre, une célébration est organisée en l'honneur du joueur.

### En équipe nationale
Il connait sa première sélection en équipe nationale d'Algérie à l'âge de 19 ans le 23 septembre 1991 face à l'Iran. Il fait partie de la sélection algérienne avec qui il dispute les CAN 1996, 1998, 2000 et 2002.

## Palmarès et statistiques

### Palmarès
USM Alger
- Championnat d'Algérie :
  - Vainqueur en 1996, 2002, 2003 et 2005.
- Coupe d'Algérie :
  - Vainqueur en 1997, 1999, 2001, 2003 et 2004.

 Étoile du Sahel
- Supercoupe de la CAF :
  - Vainqueur en 1998.

 Al-Sadd SC
- Coupe du Qatar :
  - Vainqueur en 2007
- Coupe du Prince Héritier :
  - Vainqueur en 2007.

### Distinctions personnelles
- Membre de l'équipe type de la Coupe d'Afrique des nations : 2000

- Ballon d'or algérien 2005.

- l'Etoile d'Or du Meilleur joueur du Championnat d'Algérie 2005[11].

### Statistiques en club
| Saison                | Club                  | Championnat           | Championnat | Championnat | Coupe(s) nationale(s) | Coupe(s) nationale(s) | Compétition(s) continentale(s) | Compétition(s) continentale(s) | Compétition(s) continentale(s) | Autres compétitions | Autres compétitions | Autres compétitions | Total | Total |
| Saison                | Club                  | Division              | M.          | B.          | M.                    | B.                    | Comp.                          | M.                             | B.                             | Comp.               | M.                  | B.                  | M.    | B.    |
| 1990-1991             | NA Hussein Dey        | 2                     | -           | -           | -                     | -                     | -                              | -                              | -                              | -                   | -                   | -                   | 0     | 0     |
| 1991-1992             | NA Hussein Dey        | 1                     | -           | -           | -                     | -                     | -                              | -                              | -                              | -                   | -                   | -                   | 0     | 0     |
| 1992-1993             | NA Hussein Dey        | 1                     | -           | 6           | -                     | -                     | -                              | -                              | -                              | -                   | -                   | -                   | 0     | 6     |
| 1993-1994             | NA Hussein Dey        | 1                     | -           | -           | -                     | -                     | -                              | -                              | -                              | -                   | -                   | -                   | 0     | 0     |
| 1994-1995             | NA Hussein Dey        | 1                     | -           | -           | -                     | -                     | -                              | -                              | -                              | -                   | -                   | -                   | 0     | 0     |
| 1995-1996             | USM Alger             | 1                     | -           | 8           | -                     | -                     | C1                             | -                              | 6                              | -                   | -                   | -                   | 0     | 14    |
| 1996-1997             | USM Alger             | 1                     | -           | 4           | -                     | -                     | -                              | -                              | -                              | -                   | -                   | -                   | 0     | 4     |
| 1997-1998             | → ES Sahel            | 1                     | -           | -           | -                     | -                     | SC                             | 1                              | 1                              | -                   | -                   | -                   | 1     | 1     |
| 1998-1999             | USM Alger             | 1                     | -           | 2           | -                     | 1                     | -                              | -                              | -                              | -                   | -                   | -                   | 0     | 3     |
| 1999-2000             | CS Sedan              | 1                     | 13          | 0           | 0                     | 0                     | -                              | -                              | -                              | -                   | -                   | -                   | 13    | 0     |
| 2000-2001             | USM Alger             | 1                     | 25          | 4           | 1                     | 0                     | -                              | -                              | -                              | -                   | -                   | -                   | 26    | 4     |
| 2001-2002             | USM Alger             | 1                     | 24          | 2           | 2                     | 0                     | C2                             | 7                              | 1                              | -                   | -                   | -                   | 33    | 3     |
| 2002-2003             | USM Alger             | 1                     | 24          | 3           | 4                     | 0                     | C1                             | 12                             | 3                              | -                   | -                   | -                   | 40    | 6     |
| 2003-2004             | USM Alger             | 1                     | 22          | 3           | 3                     | 0                     | C1                             | 6                              | 3                              | -                   | -                   | -                   | 31    | 6     |
| 2004-2005             | USM Alger             | 1                     | 24          | 11          | 1                     | 0                     | C1+C3                          | 3+2                            | 0+0                            | -                   | -                   | -                   | 30    | 11    |
| 2005-2006             | USM Alger             | 1                     | 21          | 3           | 4                     | 0                     | C1                             | 2                              | 1                              | -                   | -                   | -                   | 27    | 4     |
| 2006-2007             | USM Alger             | 1                     | 19          | 3           | 3                     | 1                     | C1                             | 2                              | 1                              | -                   | -                   | -                   | 24    | 5     |
| mai 2007              | Al Sadd SC            | 1                     | -           | -           | -                     | -                     | -                              | -                              | -                              | -                   | -                   | -                   | 0     | 0     |
| 2007-2008             | USM Alger             | 1                     | 22          | 1           | 2                     | 0                     | -                              | -                              | -                              | ACL                 | 8                   | 1                   | 32    | 2     |
| 2008-2009             | USM Alger             | 1                     | 20          | 4           | 0                     | 0                     | -                              | -                              | -                              | ACL                 | 3                   | 2                   | 23    | 6     |
| 2009-2010             | USM Alger             | 1                     | 20          | 4           | 3                     | 0                     | -                              | -                              | -                              | -                   | -                   | -                   | 23    | 4     |
| Total sur la carrière | Total sur la carrière | Total sur la carrière | 294         | 58          | 23                    | 2                     | -                              | 35                             | 16                             | -                   | 11                  | 3                   | 363   | 79    |

## En sélection nationale
| Saison                | Sélection             | Phases finales        | Phases finales | Phases finales | Éliminatoires CDM | Éliminatoires CDM | Éliminatoires CAN | Éliminatoires CAN | Matchs amicaux | Matchs amicaux | Total | Total |
| Saison                | Sélection             | Compétition           | M              | B              | M                 | B                 | M                 | B                 | M              | B              | M     | B     |
| --------------------- | --------------------- | --------------------- | -------------- | -------------- | ----------------- | ----------------- | ----------------- | ----------------- | -------------- | -------------- | ----- | ----- |
| 1991-1992             | Algérie               | CAN 1992              | -              | -              | -                 | -                 | -                 | -                 | 1              | 0              | 1     | 0     |
| 1992-1993             | Algérie               | -                     | -              | -              | 6                 | 0                 | 2                 | 1                 | 1              | 0              | 9     | 1     |
| 1993-1994             | Algérie               | -                     | -              | -              | -                 | -                 | -                 | -                 | 1              | 0              | 1     | 0     |
| 1994-1995             | Algérie               | -                     | -              | -              | -                 | -                 | 10                | 1                 | 1              | 0              | 11    | 1     |
| 1995-1996             | Algérie               | CAN 1996              | 4              | 1              | 2                 | 0                 | -                 | -                 | 8              | 1              | 14    | 2     |
| 1996-1997             | Algérie               | -                     | -              | -              | -                 | -                 | 4                 | 1                 | 2              | 0              | 6     | 1     |
| 1997-1998             | Algérie               | CAN 1998              | 3              | 1              | -                 | -                 | 1                 | 0                 | 2              | 0              | 6     | 1     |
| 1998-1999             | Algérie               | -                     | -              | -              | -                 | -                 | 3                 | 1                 | 1              | 0              | 4     | 1     |
| 1999-2000             | Algérie               | CAN 2000              | 4              | 1              | 3                 | 0                 | -                 | -                 | 2              | 1              | 9     | 2     |
| 2000-2001             | Algérie               | -                     | -              | -              | 2                 | 0                 | 1                 | 0                 | 4              | 0              | 7     | 0     |
| 2001-2002             | Algérie               | CAN 2002              | 3              | 0              | -                 | -                 | -                 | -                 | 3              | 1              | 6     | 1     |
| 2004-2005             | Algérie               | -                     | -              | -              | 4                 | 0                 | -                 | -                 | 3              | 0              | 7     | 0     |
| Total sur la carrière | Total sur la carrière | Total sur la carrière | 14             | 3              | 17                | 0                 | 21                | 3                 | 29             | 3              | 81    | 9     |

### Matchs internationaux
Billel Dziri compte 81 matchs internationaux reconnus par la Fifa.